# サンシーロ競馬場
サンシーロ競馬場（サンシーロけいばじょう、イタリア語: Ippodromo di San Siro）は、イタリアロンバルディーア州ミラノにある競馬場。

## 概要
サンシーロ競馬場は「真の競馬場」と呼ばれるハードなコースであり、真のステイヤーでないと勝てないと言われている。名馬リボーは当競馬場で12勝を挙げている。
名称からもわかるように、サッカースタジアムのスタディオ・ジュゼッペ・メアッツァ（通称サン・シーロ）と隣接している。
入場料は男性より女性の方がかなり割安。また、60歳以上のシルバー割引もある。

## コース形態
右回りの3種類の周回コースが取れる細長い8の字型芝コースが特徴。
外側のコースは1周3200m、直線は外側コース約900m、内側コース約700mあり、ゴール前の直線は緩やかな上り坂である。

## 主な競走
- ミラノ大賞典
- ジョッキークラブ大賞
- ヴィットーリオ・ディ・カープア賞
- グランクリテリウム
- オークスドイタリア
- セントレジャーイタリアーノ